# Pelagia Scheffczyk
Pelagia Scheffczyk (* 8. März 1915 in Bottrop; † 5. Oktober 1943 in der Strafanstalt Plötzensee, Berlin) war eine polnische Fakturistin, Mitarbeiterin im polnischen Nachrichtendienst und ein Opfer der NS-Kriegsjustiz.

## Leben und Tätigkeit
Scheffczyk war die Tochter des Bergmanns Robert Scheffczyk und seiner Ehefrau Emilie. 1919 verzog die Familie nach Oberhausen. Nach dem Tod des Vaters übersiedelte Emilie Scheffczyk mit ihren Kindern 1921 nach Kattowitz. Pelagia Scheffczyk besuchte dort die Volksschule und die Handelsschule.
Seit März 1936 war Scheffczyk bei einem Kattowitzer Arbeiterverband angestellt. Im Anschluss an eine Umschulung arbeitete sie ab Juli 1940 als Fakturistin in dem Unternehmen Hermann Bindler, das Bürobedarf produzierte und vertrieb. Hier lernte sie den Kaufmann Sigmund Wiczak kennen, einem führenden Mitglied der polnischen Nachrichtenabteilung Stragan, die von der polnischen Geheimorganisation Związek Walki Zbrojnej (Bewaffneter Kampfverband) betrieben wurde. Aufgabe der Stragan war es, in den deutschbesetzten Ländern geheime Nachrichten über das Kriegsgeschehen, speziell die deutschen Pläne und Aktivitäten zu sammeln, und diese der polnischen Emigrantenregierung unter Sikorski in London zuzuspielen. Wiczak rekrutierte Scheffczyk als Mitarbeiterin für den Stragan, für den sie in den folgenden zwei Jahren als Kurierin tätig war. Diese Tätigkeit verliefen in der Form, dass sie Nachrichten, die sie von Agenten der Stragan erhielt, ihrem Verbindungsmann in Kattowitz überbrachte, der sie auf geheimen Kanälen nach London weiterleitete. 
Am 1. Dezember 1942 wurde Scheffczyk verhaftet. Sie wurde vor dem 3. Senat des Volksgerichtshofs wegen Kriegsspionage angeklagt. Im Urteil vom 20. August 1943 wurde sie für schuldig befunden und zum Tode verurteilt. Die Hinrichtung wurde im Strafgefängnis Berlin-Plötzensee vollstreckt.
Heute erinnert ein Stolperstein vor dem Haus Ernst-Ender-Straße 19 in Bottrop an Scheffczyk.